# Mistrzostwa Świata w Piłce Siatkowej Mężczyzn 2006 (składy)
Składy finalistów Mistrzostwa Świata w Piłce Siatkowej Mężczyzn w 2006 rozegranych w Japonii.
 Argentyna
Trener: Jon Uriarte, asystent trenera: Guillermo Orduna
Marcos Milinkovic, Jeronimo Bidegain, Gustavo Porporatto, Nicolas Efron, Anibal Gramaglia, Gustavo Scholtis, Leandro Concina, Alejandro Spajić, Luciano De Cecco, Martin Hernandez, Pablo Meana, Gaston Giani
 Australia
Trener: Russell Borgeaud, asystent trenera: Andrew Strugnell
Dan Howard, Nathan Roberts, Benjamin Hardy, Luke Campbell, Igor Yudin, Matthew Young, Andrew Grant, Andrew Earl, Phillip DeSalvo, Nigel Panagopka, Paul Carroll, Brett Alderman
 Brazylia
Trener: Bernardo Rezende, asystent trenera: Ricardo Tabach
Marcelo, André Heller, Giba, Murilo, André, Sérgio (libero), Anderson, Samuel, Gustavo, Rodrigão, Ricardo, Dante
 Bułgaria
Trener: Martin Stoew, asystent trenera: Władisław Todorow
Ewgeni Iwanow, Christo Cwetanow, Andrej Żekow, Bojan Jordanow, Matej Kazijski, Władimir Nikołow, Teodor Sałparow (libero), Krasimir Gajdarski, Todor Aleksiew, Płamen Konstantinow, Danieł Peew
 Chiny
Trener: Zhou Jian’an, asystent trenera: Xie Guochen
Cui Xiaodong, Yuan Zhi, Guo Peng, Wang Haichuan, Tang Miao, Cui Jianjun, Li Chun, Yu Dawei, Shen Qiong, Jiang Fudong, Ren Qi, Sui Shengsheng
 Czechy
Trener: Zdeněk Haník, asystent trenera: Ivan Husár
Martin Lébl, Jiří Popelka, Marek Novotný, Ondřej Hudeček, Michal Rak, Jan Štokr, Jiří Zadražil, Petr Zapletal, Přemysl Obdržálek, Peter Pláteník, David Konečný, Lukáš Ticháček
 Egipt
Trener: Grzegorz Ryś, asystent trenera: Ahmed Zakaria
Hamdy Awad, Abdallah Ahmed, Mohamed Gabal, Ahmad Abd al-Hajj, Ossama Bekheit, Wael Al Aydy, Ashraf Abouelhassan, Saleh Youssef, Mahmoud Elkoumy, Mohamed Elnafrawy, Hossam Shaarawy, Mahmoud Abdelkade
 Francja
Trener: Philippe Blain, asystent trenera: Olivier Lecat
Xavier Kapfer, Gérald Hardy-Dessources, Romain Vadeleux, Stéphane Antiga, Ludovic Castard, Frantz Granvorka, Loïc Le Marrec, Florian Kilama, Pierre Pujol, Guillaume Samica, Oliver Kieffer, Jean-François Exiga
 Grecja
Trener: Kostantinos Charitonidis, asystent trenera: Athanasios Moustakidis
Konstantinos Christofidelis, Vasileios Kournetas, Georgios Stefanou, Konstantinos Prousalis, Ioannis Kyriakidis, Nikolaos Roumeliotis, Nikolaos Smaragdis, Andreas Andreadis, Sotirios Pantaleon, Ilias Lappas, Antrei Kravarik, Tontor-Zlatko Bajew
 Iran
Trener: Milorad Kijac, asystent trenera: Ebrahim Heidari
Amir Hossein Monazami, Mohammad Shariati Larijani, Amir Hosseini, Davoud Maghbeli, Peyman Akbari, Mohammad Mansouri, Farhad Zarif Ahangaran Varzandeh, Alireza Nadi, Behnam Mahmudi, Mohammad Torkashvand, Mohammad Soleimani, Mohammad Mohammadkazem
 Japonia
Trener: Tatsuya Ueta, asystent trenera: Masayuki Izumikawa
Nobuharu Saito, Shinya Chiba, Kenji Onoue, Ryuji Naohiro, Takahiro Yamamoto, Masaji Ogino, Kota Yamamura, Yūta Abe, Katsutoshi Tsumagari, Yusuke Ishijima, Yū Koshikawa, Kosuke Tomonaga
 Kanada
Trener: Glenn Hoag, asystent trenera: Chris Green
Louis-Pierre Mainville, Christian Bernier, Michael Munday, Pascal Cardinal, Dallas Soonias, Scott Koskie, Paul Duerden, Brett Youngberg, Steve Brinkman, Daniel Lewis, Murray Grapentine, Frederic Winters
 Kazachstan
Trener: Władimir Kondra, asystent trenera: Wiktor Żurawlew
Jewgienij Senatorow, Anton Judin, Jewgienij Andriejew, Dmitrij Gorbatkow, Siergiej Trikoz, Marat Imangalijew, Aleksiej Stiepanow, Władimir Deriewjanko, Denis Żukow, Anton Rubcow, Swiatosław Miklaszewicz, Kiriłł Konowałow
 Korea Pd.
Trener: Kim Ho-chul, asystent trenera: Lee Sang-yeol
Shin Jin-sik, Kwon Young-min, Moon Sung-min, Yeo Oh-hyun, Song Byung-il, Lee Sun-kyu, Who In-jung, Yun Bong-woo, Lee Kyung-soo, Kim Yo-han, Ha Kyoung-min, Chang Byung-chul
 Kuba
Trener: Roberto Garcia Garcia, asystent trenera: Antonio Perdomo Estrella
Yadier Sánchez Sierra, Tomás Aldazabal, Jorge Luis Sánchez Salgado, Yasser Portuondo, Pavel Pimienta Allen, Michael Sánchez Bozhulev, Roberlandy Simón Aties, Oreol Camejo, Raydel Corrales Pouto, Odelvis Dominico Speek, Yoandri Díaz Carmenate
 Niemiec
Trener: Stelian Moculescu, asystent trenera: Stewart Bernard
Marcus Popp, Thomas Kröger, Simon Tischer, Björn Andrae, Stefan Hübner, Jochen Schöps, Frank Dehne, Christian Pampel, Ralph Bergmann, Robert Kromm, Eugen Bakumovski, Norbert Walter
 Polska
Trener: Raúl Lozano, asystent trenera: Alojzy Świderek
Michał Winiarski, Piotr Gruszka, Daniel Pliński, Paweł Zagumny, Wojciech Grzyb, Łukasz Żygadło, Mariusz Wlazły, Łukasz Kadziewicz, Grzegorz Szymański, Sebastian Świderski, Piotr Gacek (libero), Michał Bąkiewicz
 Portoryko
Trener: Carlos Cardona, asystent trenera: Luis Ruiz
José Rivera, Gregory Berríos, Víctor Rivera, José Quiñones, Ángel Pérez, René Esteves, Luis Rodríguez, Víctor Bird, Roberto Muñiz, Héctor Soto, Alexis Matías, Enrique Escalante
 Rosja
Trener: Zoran Gajić, asystent trenera: Jarosław Antonow
Aleksandr Korniejew, Aleksandr Wołkow, Stanisław Diniejkin, Pawieł Abramow, Siergiej Grankin, Aleksiej Kazakow, Siemion Połtawski, Aleksandr Kosariew, Jurij Bierieżko, Aleksiej Wierbow, Siergiej Makarow, Aleksiej Kuleszow
 Serbia i Czarnogóra
Trener: Igor Kolaković, asystent trenera: Željko Bulatović
Dejan Bojović, Slobodan Boškan, Marko Samardžić (libero), Nikola Grbić, Vladimir Grbić, Novica Bjelica, Andrija Gerić, Goran Vujević, Ivan Miljković, Veljko Petković, Miloš Nikić, Marko Podraščanin
 Tunezja
Trener: Antonio Giacobbe, asystent trenera: Ben Younes Noureddine
Mohamed Trabelsi, Skander Ben Tara, Samir Sellami, Aymen Ben Brik, Chaker Ghezal, Khaled Belaid, Walid Ben Abbes, Noureddine Hfaiedh, Ghazi Guidara, Hichem Kaabi, Amine Besrour, Hosni Karamosly
 USA
Trener: Hugh McCutcheon, asystent trenera: Ronald Larsen
James Polster, Richard Lambourne, Phillip Eatherton, Donald Suxho, William Priddy, Ryan Millar, Riley Salmon, Thomas Hoff, Clayton Stanley, Gabriel Gardner, David McKienzie, Richard Brandon Taliaferro
 Wenezuela
Trener: Eliseo Ramos, asystent trenera: Ivan Nieto
Ismel Ramos, Joel Silva, Carlos Luna, Luis Díaz, Renzo Snchez, Ernardo Gómez, Carlos Tejeda, Iván Márquez, Thomas Ereu, Francisco Soteldo, Juan Carlos Blanco, Fredy Cedeno
 Włochy
Trener: Gian Paolo Montali, asystent trenera: Tomaso Totolo
Luigi Mastrangelo, Manuel Coscione, Valerio Vermiglio, Samuele Papi, Alberto Cisolla, Cristian Savani, Mirko Corsano, Alessandro Fei, Andrea Semenzato, Michał Łasko, Paolo Cozzi, Matej Černič